# Gary Gillespie
Gary Thompson Gillespie (5 de julho de 1960) é um ex-futebolista escocês.

## Carreira
Gary Gillespie competiu na Copa do Mundo FIFA de 1990, sediada na Itália, na qual a seleção de seu país terminou na 18º colocação dentre os 24 participantes.